# Ja'akov Chazan
Ja'akov Chazan (hebrejsky: יעקב חזן, žil 4. června 1899 – 22. červenec 1992) byl izraelský politik a poslanec Knesetu za strany Mapam a Ma'arach.

## Biografie
Narodil se ve městě Brest v Ruské říši (pak Polsko, dnes Bělorusko). Vystudoval židovskou základní náboženskou školu a technickou školu ve Varšavě. V roce 1923 přesídlil do dnešního Izraele. Patřil mezi zakladatele kibucu Mišmar ha-Emek.

## Politická dráha
V roce 1915 patřil mezi zakladatele skautského hnutí, byl jedním ze zakladatelů sionistického mládežnického hnutí ha-Šomer ha-Ca'ir. Zasedal ve vedení polské organizace hnutí he-Chaluc. V roce 1927 patřil mezi zakladatele hnutí ha-Kibuc ha-arci. Zasedal i ve vedení odborové centrály Histadrut, zastával vedoucí pozice ve straně Mapam.
V izraelském parlamentu zasedl poprvé už po volbách v roce 1949, do nichž šel za Mapam. Za stejnou stranu byl zvolen i ve volbách v roce 1951 a volbách v roce 1955, po nichž zasedal v parlamentním výboru pro zahraniční záležitosti a obranu. I do voleb v roce 1959 šel za Mapam. Byl členem výboru pro zahraniční záležitosti a obranu a výboru House Committee. Na kandidátce Mapam uspěl ve volbách v roce 1961, a ve volbách v roce 1965. Po obou volbách opět zastával post člena výboru pro zahraniční záležitosti a obranu. V průběhu volebního období přešla strana Mapam do nové levicové formace Ma'arach. Za ni získal poslanecký mandát ve volbách v roce 1969. Zastával i nadále post člena výboru pro zahraniční záležitosti a obranu. Ve volbách v roce 1973 mandát neobhájil. V roce 1989 mu byla udělena Izraelská cena.